# Ten Count
Ten Count (テンカウント?, Ten Kaunto) è un manga yaoi scritto e disegnato da Rihito Takarai, serializzato sulla rivista Dear+  di Shinshokan dal 2013 al 2017.
In Italia viene pubblicato da Edizioni BD sotto etichetta J-Pop dal 2017 al 2018. Un adattamento anime del fumetto è stato annunciato con un teaser trailer nel marzo 2019 per il 2020.

## Trama
Shirotani Tadaomi soffre di un disturbo ossessivo-compulsivo che si manifesta con una grave forma di misofobia. Durante la serie incontra lo psicoterapeuta Kurose Riku che gli raccomanda una terapia legata all'esposizione di ciò che lo turba incaricandolo di scrivere un elenco di dieci azioni che non è in grado di eseguire:
1. Toccare una maniglia di una porta a mani nude
2. Consentire a qualcun altro di toccare le proprie cose
3. Acquistare un libro da una libreria
4. Toccare le maniglie di un treno
5. Mangiare un pasto in un ristorante
6. Stringere la mano a qualcuno senza protezioni
7. Prendere un oggetto estraneo senza prima averlo disinfettato
8. Bere dallo stesso bicchiere di qualcun altro
9. Consentire a qualcun altro di andare nel proprio appartamento
10. (punto inizialmente lasciato in bianco)

Una volta stilato l'elenco Kurose assicura a Shirotani che sarà guarito una volta completate tutte le azioni su di esso riportate. Shirotani fa progressi costanti nella lista fino a quando Kurose decide di interrompere bruscamente le loro sessioni e quando Shirotani lo mette alle strette sul perché Kurose ammette di essersi innamorato di lui e che ritiene inappropriato continuare la terapia. Shirotani desidera tuttavia continuare le loro sessioni e riprende la terapia mentre, contemporaneamente, inizia una relazione sessuale con Kurose.
Attraverso un flashback si evince che la causa principale della misofobia di Shirotani fu un trauma infantile causato dall'aver assistito a un rapporto sessuale del padre.
Mentre la loro relazione si intensifica Kurose nota che Shirotani diventa sempre più disinibito sessualmente al pari dei miglioramenti sul proprio disturbo compulsivo. A questo punto Kurose gli rivela che in verità non è uno psicoterapeuta ma un sadico impostore che trae piacere dall'innescare la sua misofobia e che ha intuito come lui abbia un animo masochista che trae piacere dagli stessi atti che lo disgustano. Dopo questa rivelazione Shirotani decide di allontanarsi da Kurose e i due non si parlano più per molti mesi.
Dopo un incontro casuale Kurose e Shirotani riconciliano la loro relazione. Shirotani rivela a Kurose che la decima azione della sua lista è quella di essere accarezzato sulla testa (atto che associa a suo padre) e ammette di amarlo.
Nell'epilogo Kurose lascia il suo lavoro alla clinica per andare a guadagnarsi un vero dottorato in psicologia. Shirotani, dopo aver completato l'elenco, ha notevolmente alleviato i sintomi della sua patologia. Alla fine Kurose ammette a Shirotani di avergli mentito quando gli disse che completare l'elenco lo avrebbe aiutato e gli offre un secondo esercizio per fare ammenda: un elenco di dieci azioni che vuole fargli fare.

## Personaggi
Shirotani Tadaomi (城 谷 忠臣?, Tadaomi Shirotani)
Doppiato da: Shinnosuke Tachibana
Segretario aziendale di 31 anni che soffre di disturbo ossessivo-compulsivo e di misofobia.
Kurose Riku (黒 瀬 陸?, Riku Kurose)
Doppiato da: Tomoaki Maeno
Uno psicoterapeuta di 27 anni specializzato in medicina psicosomatica.
Ken Mikami (三 上 健?, Mikami Ken)
Doppiato da: Jun Fukushima
Amico e collaboratore di Shirotani.
Kuramoto (く ら も と?)
Doppiato da: Isshin Chiba
Capo di Shirotani e CEO dell'azienda nella quale lavora.
Ueda (う え だ?)
Doppiato da: Mai Tōdō
Studente del padre di Shirotani.
Nishigaki (に し が き?)
Doppiato da: Tarusuke Shingaki
Autore misofobo con il quale Kurose fa amicizia da bambino.

## Media

### Manga
Rihito Takarai, l'autore, ha lanciato il manga nella rivista Dear+ nel luglio 2013 concludendolo il 14 novembre 2017. In Italia è stata raccolta in 6 volumi dall'editore J-pop.

### Pubblicazione
| Nº | Data di prima pubblicazione | Data di prima pubblicazione                       | Data di prima pubblicazione | Data di prima pubblicazione |
| Nº | Giapponese                  | Giapponese                                        | Italiano                    | Italiano                    |
| -- | --------------------------- | ------------------------------------------------- | --------------------------- | --------------------------- |
| 1  | 30 marzo 2014               | ISBN 978-4403664199                               | 16 novembre 2017            | ISBN 978-8832752236         |
| 2  | 30 settembre 2014           | ISBN 978-4403664403                               | 25 gennaio 2018             | ISBN 978-8832752670         |
| 3  | 28 febbraio 2015            | ISBN 978-4403664618                               | 29 marzo 2018               | ISBN 978-8832753479         |
| 4  | 30 ottobre 2015             | ISBN 978-4403664915                               | 31 maggio 2018              | ISBN 978-8832754117         |
| 5  | 30 agosto 2016              | ISBN 978-4403665141 (SE) ISBN 978-4403690020 (LE) | 19 luglio 2018              | ISBN 978-8832754926         |
| 6  | 26 marzo 2018               | ISBN 978-4403666216                               | 20 settembre 2018           | ISBN 978-8832755602         |

### Anime
Un adattamento animato era stato annunciato per il 2020 ma a causa della pandemia di COVID-19, la produzione ha subito rallentamenti. Pertanto, al momento l’uscita è stata posticipata a data da destinarsi.

### Drama CD
Ogni volume dell'opera è stata adattato in degli drama CD giapponesi.

## Accoglienza
La serie a marzo 2018 contava complessivamente 2 milioni di copie in stampa.